# 6866 Kukai
6866 Kukai (1992 CO) là một tiểu hành tinh vành đai chính được phát hiện ngày 12 tháng 2 năm 1992 bởi S. Otomo ở Kiyosato.